# توكانتينوبوليس
توكانتينوبوليس بلدية في ولاية توكانتينس في المنطقة الشمالية من البرازيل.